# Sojoez TMA-6

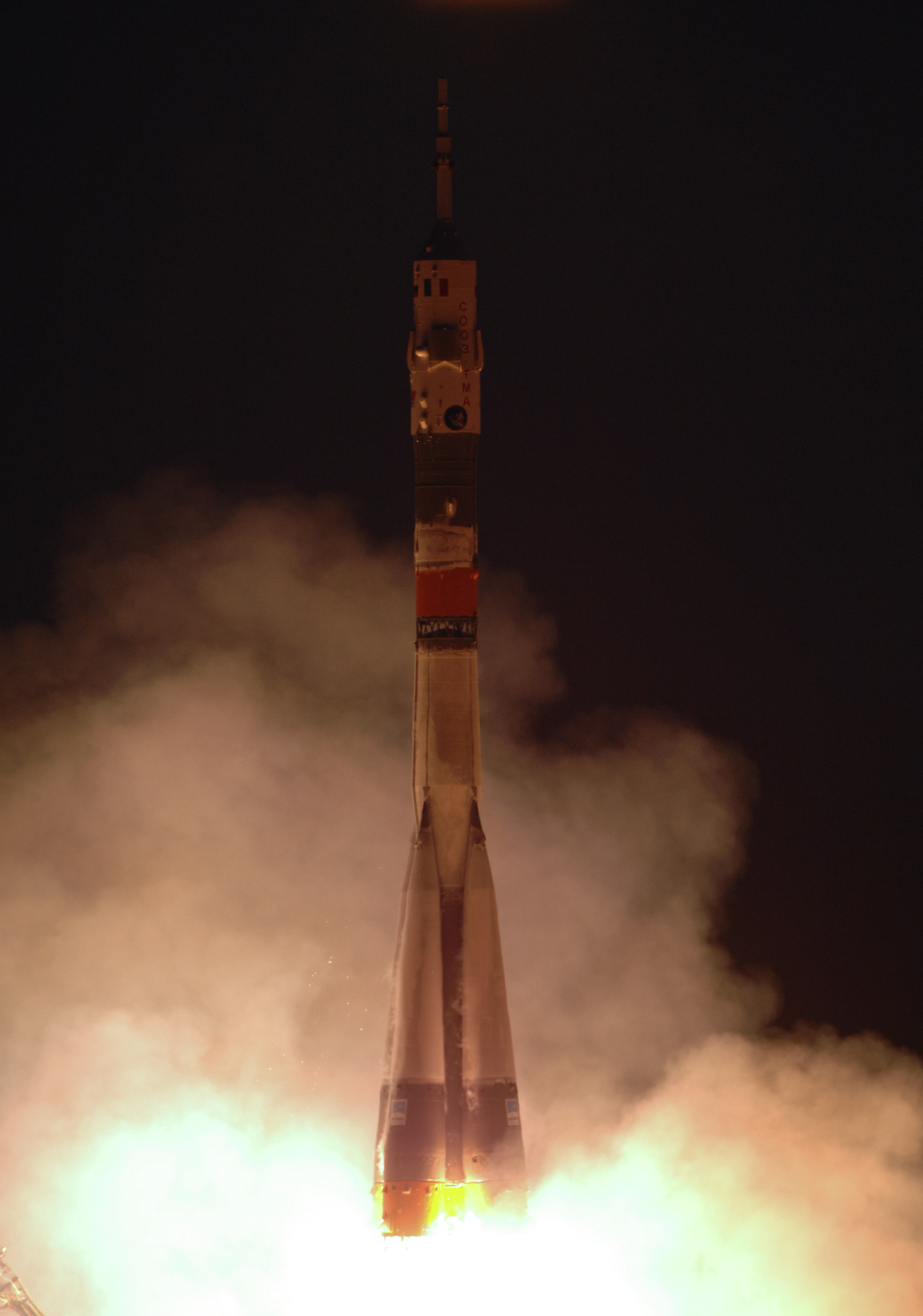
lancering van de Sojoez TMA-6

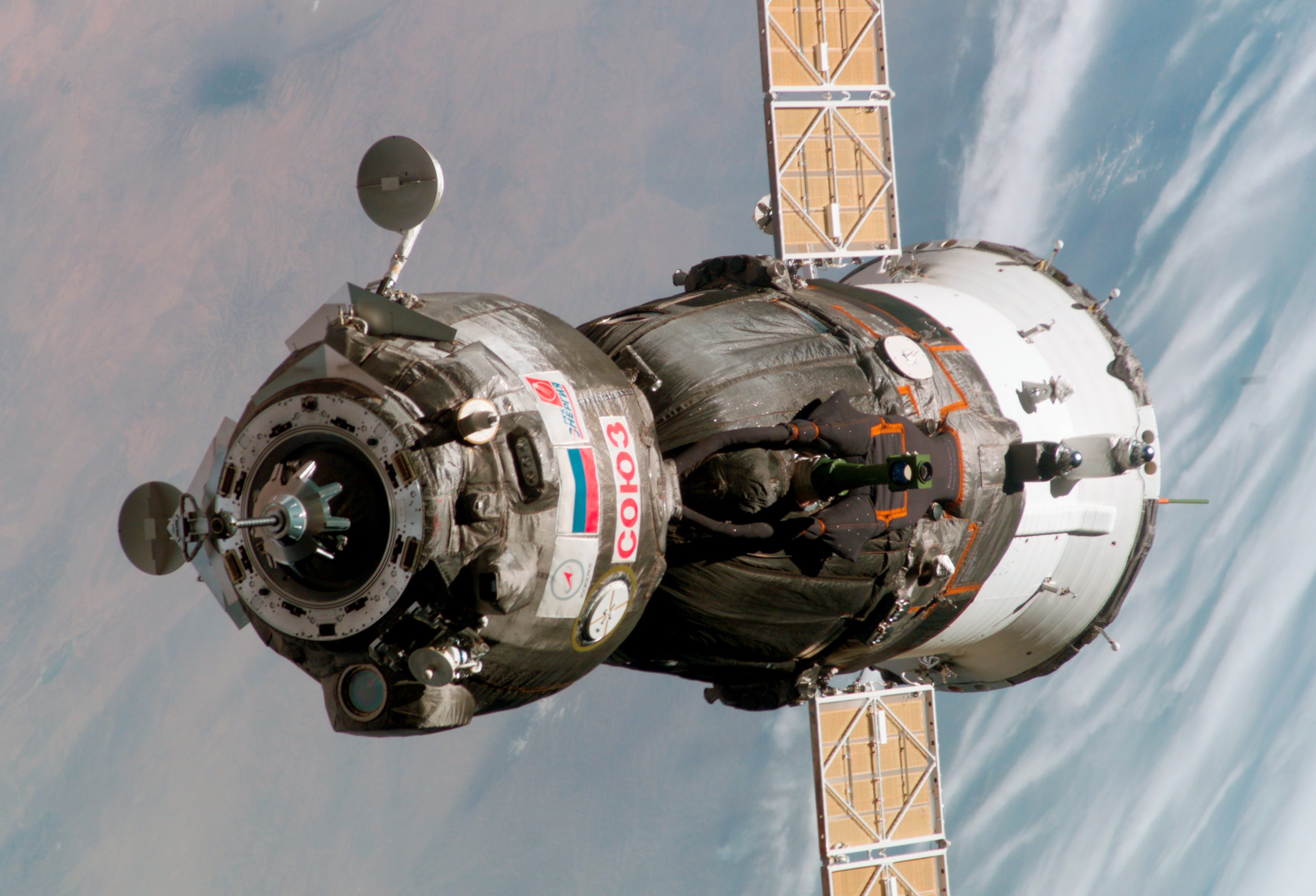
Sojoez TMA-6 komt aan bij het International Space Station

Sojoez TMA-6 (Russisch: Союз ТМА-6) was een Sojoez-missie naar het International Space Station.

## Bemanning

### Gelanceerd en gelande ISS expeditie 11 bemanning
- Sergej Krikaljov  -  Rusland
- John Phillips  -  Verenigde Staten

### Gelanceerd
- Roberto Vittori - ESA  Italië

### Geland
- Gregory Olsen - ruimtetoerist -  Verenigde Staten

## Missie parameters
- Massa 7 200 kg
- Perigeum: 349 km
- Apogeum: 360 km
- Glooiingshoek: 51.64°
- omlooptijd: 92.6 min

## Gekoppeld aan het ISS
- Gekoppeld aan het ISS: 17 april, 2004,02:20 UTC (aan de pirs module)
- Afgekoppeld van het ISS: 19 juli, 2004, 10:38 UTC (van de pirs module)
- Gekoppeld aan het ISS: 19 juli, 2004,11:08UTC (aan de Zarya module)
- Afgekoppeld van het ISS: 10 oktober, 2005, 21:49 UTC (van de Zarya module)